# Aïda Touihri
Aïda Touihri est une journaliste, présentatrice de télévision et chroniqueuse française, née le 14 septembre 1977 à Villefranche-sur-Saône (Rhône).
Elle présente Le 12:45 sur M6 de 2006 à 2012, et le magazine d'informations 66 minutes.
De 2012 à 2015, elle présente le magazine culturel Grand Public sur France 2 et, à compter de janvier 2014, elle anime Comme à la maison sur France Bleu chaque samedi de 13 h 15 à 14 h. En 2016 et 2017, elle présente les matinales du week-end sur I-Télé (devenu CNews). En mars 2019, elle est à l'origine de Engagez-vous ! un programme court diffusé sur RMC Story.

## Biographie

### Jeunesse
Aïda Touihri est née à Villefranche-sur-Saône de parents originaires de la ville de  Jendouba à l'ouest de Tunis.

### Carrière

#### Études et débuts
Bénévole au centre des médias lors de la Coupe du monde de football 1998, Aïda Touihri découvre le monde du journalisme. Après des études de psychologie et de journalisme à Lyon, elle fait ses débuts au quotidien Le Progrès à Lyon, puis dans la station RTL.
Lauréate du concours des Espoirs François-Chalais du jeune reporter en 2000, elle intègre l'année suivante la rédaction nationale de France Inter comme reporter aux services des sports et des informations générales. Elle y présente également des flashs et journaux.
Parlant l'arabe, elle assure en 2003-2004 la correspondance en Algérie de plusieurs médias dont Radio France, Arte ou Jeune Afrique. Elle démissionne par la suite de Radio France pour vivre en Algérie avec son mari diplomate.

#### Sur M6 et à la radio
En septembre 2005, Aïda Touihri est le visage de Blog 6, magazine quotidien de la rédaction de M6, puis elle présente les flashs info du Morning Café ainsi que le 12:50 durant l'été 2006. À partir d'octobre 2006, elle est présentatrice et rédactrice en chef-adjointe de l'émission d'actualité 66 minutes.
À partir de mars 2009, elle présente en parallèle une heure d’entretien sur la radio le Mouv' (L’invité du Mouv’, le dimanche de 20 h à 21 h) : cette émission s'arrête en juin 2010.
Le 4 avril 2009, elle lance l'appel à candidature pour la « classe Prépa » aux concours d'entrée des écoles de journalisme, fruit de la collaboration entre l'ESJ Lille et le Bondy Blog. Elle va être la marraine de la promotion 2009-2010.
À partir de septembre 2009, toujours sur M6, elle reprend la présentation du journal de la mi-journée Le 12:45 (anciennement Le 12:50) du lundi au jeudi,.

#### Sur le service public
En 2012, Aïda Touihri quitte M6, pour présenter un magazine culturel sur France 2, Grand Public,.
En avril 2012, elle devient ambassadrice de l'association Reporters d'espoirs dont elle anime la cérémonie des prix « Reporters d'espoirs », remis à des journalistes pour leurs reportages porteurs d'espoirs et de solutions.
Le 28 avril 2013, elle anime sur France 2 le Palmarès du théâtre, qui fait office de Nuit des Molières cette année-là.
Le 21 juin 2013, elle co-anime la Fête de la musique en direct de Marseille, aux côtés de Patrick Sébastien, retransmise sur France 2. L'émission est intitulée La Fête de la musique, du soleil et des tubes. Le duo co-anime à nouveau la Fête de la musique en 2014, mais cette fois, en direct de Montpellier. 
Elle participe à Toute la télé chante pour le Sidaction en 2014 sur France 2.
En janvier 2014, Aïda Touihri signe son retour en radio, sur France Bleu avec l'émission Comme à la maison rebaptisée On est bien à la maison en mars. Chaque samedi à 13 h 15, elle interviewe un invité.
À partir du 4 octobre 2014, Aïida Touihri intervient également sur La Chaîne parlementaire (LCP-AN) pour présenter un magazine mensuel intitulé Cité gagnant,.

#### Sur D8 (C8), Canal+ et i-Télé (CNews)
Aïda Touihri quitte France 2 fin juin 2015 pour rejoindre Le Grand 8 sur D8 en remplacement d'Audrey Pulvar,. En février 2016, elle rejoint l'équipe de Touche pas à mon sport sur D8 en tant que chroniqueuse. À partir de septembre 2016, elle rejoint la rédaction des sports de Canal+, et présente un nouveau talk-show sportif, Midi Sport, diffusé quotidiennement à 12h50 en clair et en direct sur Canal+. Deux mois après son lancement, Canal+ décide d'arrêter l'émission face à des audiences jugées décevantes,. La dernière émission a lieu le 10 novembre 2016.
Après la grève historique sur iTélé, à partir du 26 novembre 2016, Aïda Touihri présente les matinales du weekend d'I-Télé (devenu CNews) avec Thomas Lequertier.
Elle quitte La Matinale Week-end en juillet 2017, puis reprend la présentation de la matinale durant l'été. Fin août, elle quitte CNews, date du début de son congé maternité.
Elle revient sur CNews en février 2018, où elle devient joker de Sonia Mabrouk dans Les Voix de l'info mais aussi de Clélie Mathias dans La Matinale.

#### Sur RMC Story
À partir de mars 2019, la chaine RMC Story diffuse Engagez-vous ! une série de 52 numéros de trois minutes dédiés à l'engagement associatif produit et filmé par Aïda Touihri. Il s'agit de sa toute première production télé.

#### Sur Top Santé TV
En 2021, elle présente les émissions Bien dans mon corps et Top Santé TV.

### Vie privée
Aïda Touihri est mariée avec l'ancien athlète et consultant sportif Bob Tahri avec qui elle a une fille prénommée Jenna, née en septembre 2017. Elle a également deux garçons, Adam et Elouan nés d'une union de dix ans avec un diplomate français établi à Alger, dont elle a divorcé en 2014.

## Liste des émissions

### Presentatrice et chroniqueuse
- 2005 : Blog 6 sur M6
- 2006 : Morning Café sur M6 présentatrice du flash info
- 2006 puis de 2009 à 2012 : Le 12:50 puis Le 12:45 sur M6
- De 2006 à 2012: 66 minutes sur M6
- 2009-2010 : Concert pour la tolérance sur M6
- 2012-2015 : Grand Public sur France 2
- 2013 : La Fête de la musique sur France 2 : coanimation avec Patrick Sébastien
- 2014 : La Fête de la musique, du soleil et des tubes sur France 2 : coanimation avec Patrick Sébastien
- 2014-2015 : Cité gagnant sur LCP
- 2015-2016 : Le Grand 8 sur D8 : chroniqueuse
- 2016 : Touche pas à mon sport !  sur D8 : chroniqueuse
- 2016 : Midi Sport sur Canal +
- 2016-2017 : La Matinale Week-end sur I-Télé (renommée CNews début 2017)
- 2018-2019 : joker du journal télévisé sur CNews
- 2019-2022 : Engagez-vous ! sur RMC Story
- 2020 : Mag Story sur RMC Story
- 2021 : Bien dans mon corps sur Top Santé TV
- 2021 : Expertises Santé sur Top Santé TV
- 2023 : Mieux entendre pour mieux vivre sur Top Santé TV
- 2023 : 100 jours avec la police sur RMC Story
- 2023 : Flic Story sur RMC Story

### Autre fonction
- Correspondante en Algérie pour Arte[réf. nécessaire].

## Presse et radio

### Presse
- Le Progrès à Lyon
- Jeune Afrique (correspondance en Algérie)

### Radio
- RTL
- Radio France (correspondance en Algérie)
- L'invité du Mouv’ - Le Mouv' (juin 2009 - juin 2010)
- Comme à la maison puis On est bien à la maison sur France Bleu